# زندگی در بالا
زندگی در بالا (به انگلیسی: Life at the Top) فیلمی بریتانیایی در ژانر درام محصول سال ۱۹۶۵ است. فیلمنامه توسط مردکای ریچلر، بر اساس یک رمان بنام زندگی در بالا اثر جان برین ساخته شده و دنباله فیلم سینمایی فرصتی برای پیشرفت (۱۹۵۹) است.

## بازیگران
- لارنس هاروی در نقش جو لمپتون
- جین سیمونز در نقش سوزان لمپتون
- آنر بلکمن در نقش نورا هاکسلی
- مایکل کریگ در نقش مارک
- دونالد وولفیت در نقش آبه براون
- رابرت مورلی در نقش تیفیلد
- مارگارت جانستون در نقش سیبیل
- امبروزین فیلپاتز در نقش خانم براون
- آلن کوتبرسون در نقش جرج آیزگیل
- پال مارتین در نقش هری
- فرانسیس کاستلت در نقش باربارا
- یان شاند در نقش هترست
- جرج ای. کوپر در نقش گرافام
- نایجل داونپورت در نقش ماترم
- اندرو لورنس در نقش مک‌للند
- جفری بیلدون در نقش روانشناس صنعتی
- دنیس کیلی در نقش بن
- دیوید اگزلی در نقش تیم
- دیوید مک‌کیل در نقش اسکار
- پال ویتسون-جونز در نقش کیتلی
- چارلز لم در نقش وینکسل
- ریچارد لیچ در نقش دکتر
- رکس دیرینگ در نقش لرد میر
- هری فولر در نقش مرد جادویی لوبیا
- لولا موریس در نقش خانم کیتلی